# Ernst Zeuner
Ernst Zeuner (Zwickau, 13 de agosto de 1895 - Porto Alegre, 1967) fue un pintor y dibujante alemán que vivió en Brasil.
Zeuner estudió en la Academia de Artes Gráficas de Leipzig y se mudó al Brasil en 1922, más específicamente, a Porto Alegre, donde realizó un trabajo de orientación y formación de muchos artistas gráficos gaúchos. Se hizo notable por su contribución a la Livraria do Globo, donde dirigió la sección de dibujo y actuó como ilustrador de catálogos, carteles, revistas, libros y otras publicaciones, creando escenografías, viñetas y adornos. Paula Ramos señala que la sección funcionaba como una "escuela de artes" donde los aprendices recibían una amplia y detallada instrucción:

"Ali eles aprendiam a desenhar, compor páginas, finalizar capas, fazer gravuras e litografias, utilizar convenientemente os meios de reprodução de imagem a fim de alcançar os melhores resultados"
"Allí aprendían a dibujar, componer páginas, finalizar capas, hacer grabados y litografías, utilizar convenientemente los medios de reproducción de imagen a fin de alcanzar los mejores resultados".

Según Carla Fontana, "diversos investigadores gaúchos atribuyen a la Livraria la categoría de centro formador de artistas, complementando esa formación a la que entonces era impartida en el Instituto de Artes de Porto Alegre". Bajo su dirección trabajon artistas renombrados como Edgar Koetz, Nelson Boeira Faedrich, João Fahrion y Sotero Cosme. Leonardo Gomes elogió su inventiva y precisión especialmente en la creación de nuevas fuentes gráficas y dijo:

"Zeuner não se restringiu aos catálogos tipográficos adotados pelas oficinas da Globo: estimulou seu pessoal a diversificar, pelo desenho, o traçado das fontes padrão. Contudo, exigiu da equipe conhecimento acurado dos estilos tradicionais. Para tanto, pedia aos desenhistas que traçassem os padrões conhecidos a título de exercício, para que se conscientizassem das características estruturais e da aparência expressiva dos tipos. Na composição dos textos, chamava a atenção de seus aprendizes para espaçamentos entre as letras e entre as linhas de composição, mostrando que o ritmo, a seu ver, era mais visual que métrico. Para a complementação desse aprendizado, Zeuner pedia à sua equipe que copiasse em cadernos de caligrafia os alfabetos-padrão e incluíssem variações com desenhos de gosto pessoal".
Zeuner no se limitó a los catálogos tipográficos adoptados por las oficinas de la. Globo: estimuló a su personal diversificar, por el diseño, el trazado de las fuentes patrón. Con todo, exigía de su equipo el conocimiento exacto de los estilos tradicionales. Por tanto, pedía a los dibujantes que trazasen los patrones conocidos a manera de ejercicio, para que sean conscientes de las características estructurales y de apariencia expresiva de los tipos. En la composición de textos, llamaba la atención de sus aprendices en el espacio entre las letras y entre las líneas de composición, mostrando que el ritmo, a su ver, era más visual que métrico. Para la complementación de ese aprendizaje, Zeuner pedía a su equipo que copiase en cuadernos de caligrafía los alfabetos patrones e incluyesen variaciones con diseños de gusto personal.

Ilustró varias tapas de libros de Erico Veríssimo, y según Golin & Moraes, el artista "dejó una serie memorable de ilustraciones realizadas para la Revista do Ensino. En una época de pocos recursos pedagógicos, las escenografías eran prototipos para ejercicios de textos descriptivos. En témpera, Zeuner documentó, didácticamente, lo cotidiano de su país y del periodo en que la televisión se apropiaba, poco a poco, de la sala y de la atención de la clase media brasileña".